# Gaétan Picon
Gaétan Picon (* 7. August 1809 in Camporosso (Ligurien); † 30. April 1882 in Marseille) war ein französischer Wissenschaftler und Erfinder des Aperitifgetränks Picon.

## Leben
Bevor Picon in der französischen Armee diente und einen Teil seiner Dienstzeit in Algerien verbrachte, verfügte er über Lehrstellen in den Brennereien in Aix-en-Provence, Toulon und Marseille. Im Jahr 1837 erfand er Picon, einen Bitter mit 39 % Vol. Alkoholgehalt.
Nachdem er die erste Brennerei zur Produktion von sogenannten Amer Africain eröffnet hatte, folgten weitere in Constantine, Annaba und Algier.
Als im Jahr 1862 die Universal Exhibition in London stattfand, trieb Jean-Baptiste Nouvion ihn an, sein Getränk auf der Ausstellung zu präsentieren. Als dieser ablehnte, sandte Nouvion ohne Picons Wissen eine Kiste des Getränks nach London, wo Picons Erfindung mit einer Bronzemedaille ausgezeichnet wurde.
Im Jahr 1872 kehrte Picon nach Frankreich zurück und eröffnete die erste Brennerei zur Produktion seines Getränks in Marseille, welche auch heute noch in Betrieb ist.